# Иоанн Мистакон
Иоанн Мистакон (греч. Ἰωάννης ὀ Μυστάκων) — византийский полководец второй половины VI века.
Мистакон был фракийского происхождения. Прозвание Мистакон («усатый») Иоанн получил за свои длинные усы. Имел титул патрикия, возглавлял византийские войска в Армении в 579 году. После того как Маврикий стал императором, Иоанн сменил его в 582 году на посту главнокомандующего на Востоке. Неудачно вел войну с Сасанидами на восточной границе, потерпев поражение в сражении на реке Нимфий, и не смог взять крепость Акбас, поэтому в 584 году был смещен со своего поста и заменен зятем императора Филиппиком.
В 585 году Иоанн Мистакон воевал против авар, дошедших в грабительском набеге до стен столицы, и сумел отогнать их. К 589 году вернулся к командованию в Армении в качестве magister militum. Примерно в это же время он был возведен в ранг патрикия. В 590 году Иоанн командовал осадой города Двин в персидской части Армении, но изменившаяся политическая ситуация заставила его снять осаду и отвести войска из Ирана.
Воспользовавшись междоусобицей в Иране, он совершил набег на удерживаемую персами Атропатену, захватив много добычи и пленных. 
После этого по приказу императора Маврикия Иоанн участвовал в походе с целью восстановления на троне Хосрова II против захватившего власть и объявившего себя шахиншахом персидского полководца Бахрама. В сражении при Бларафоне, возле Ганзака, в 591 году объединенные византийские армии Иоанна Мистакона и Нарсеса в союзе с персидскими отрядами Хосрова II разгромили войско Бахрама.